# Wie is de Mol?
Wie is de Mol? (niederländisch für Wer ist der Maulwurf?, abgekürzt auch WIDM) ist eine niederländische Reality-Spielshow, die seit November 1999 vom Rundfunkveranstalter AVROTROS (bis 2014 AVRO) ausgestrahlt und vom niederländischen Produktionsunternehmen IDTV produziert wird. Sie basiert auf dem Spielshow-Konzept The Mole, das erstmals 1998 in Belgien mit dem Titel De Mol umgesetzt wurde.
Die Show dreht sich um ein Spiel, in dem die Teilnehmer in verschiedenen Aufgaben zusammenarbeiten müssen, um Geld für den Jackpot zu erspielen. Einer von ihnen ist jedoch „der Maulwurf“ („de mol“) und versucht, die Aufgaben im Verborgenen zu sabotieren. An den Gewinner wird der Jackpot ausgezahlt.

## Geschichte
Die belgische Reality-Spielshow De Mol wurde 1999 von der belgischen Produktionsfirma Woestijnvis nach der Idee ihrer Produzenten Bart De Pauw, Tom Lenaerts, Michiel Devlieger und Michel Vanhove produziert. Sie wurde vom öffentlich-rechtlichen Sender TV1 (VRT) ausgestrahlt und erreichte sofort hohe Einschaltquoten. Im Jahr 2000 gewann das Programm eine Goldene Rose beim Fernsehfestival in Montreux. Das Format wurde an mehr als fünfzig Länder, darunter die Niederlande, verkauft.
Von 1999 bis 2003 wurde die Serie mit unbekannten Niederländern gespielt. Seit 2005 (Staffel 5) wird das Spiel mit Prominenten gespielt.

## Konzept
Das Spiel wurde in den ersten vier Staffeln von zehn unbekannten Niederländern gespielt (nur in Staffel 3 nahmen elf Kandidaten teil); seit Staffel 5 wird es von zehn Prominenten gespielt. Das Spiel findet pro Staffel in einem anderen Land statt. 
Die Kandidaten müssen zusammenarbeiten, um die Aufgaben so gut wie möglich durchzuführen und Geld für den Jackpot („de pot“) zu erspielen. Einer von ihnen ist ein Betrüger, der Maulwurf („de mol“), und versucht, die Aufgaben zu sabotieren. Der Maulwurf wird von den Produzenten ausgewählt und unterstützt. Der Maulwurf muss so vorgehen, dass die anderen nichts von der Sabotage erfahren. Die anderen Teilnehmer müssen herausfinden, wer der Maulwurf ist. Nach jeder Folge müssen die Kandidaten zwanzig Fragen (in der jeweils letzten Folge vierzig Fragen) bezüglich der Identität des Maulwurfs beantworten. Derjenige, der im Test am schlechtesten abschneidet, scheidet aus und muss direkt nach Hause. Eine wichtige Aufgabe der Kandidaten besteht also darin, so viele Informationen über die anderen zu sammeln, vor allem über den vom jeweiligen Kandidat vermuteten Maulwurf. Für einen Kandidaten ist es vorteilhaft, von den anderen als Maulwurf angesehen zu werden.
Die Kandidaten können seit Staffel 6 „Joker“ („jokers“) verdienen: Für jeden „Joker“, den der Kandidat beim Test einsetzt, wird eine falsch beantwortete Frage als richtig gewertet. In manchen Folgen können die Kandidaten „Freistellungen“ („vrijstellingen“) gewinnen, so dass sie gar nicht erst zum Test antreten müssen und deshalb in der jeweiligen Folge nicht ausscheiden können. Das Eigeninteresse kann daher wesentlich mit dem Gruppeninteresse in Konflikt geraten. In Staffel 14 der Sendung wurde die „Schwarze Freistellung“ („zwarte vrijstelling“) eingeführt. Wird diese von einem Kandidaten eingesetzt, werden alle eingesetzten Joker und Freistellungen außer Kraft gesetzt.
Am Ende der Staffel stehen drei Kandidaten im Finale (nur in Staffel 7 gab es vier Finalisten). Einer gewinnt, einer verliert und der dritte ist der Maulwurf. Der Kandidat, der im Finaletest am besten abschneidet, gewinnt Wie is de Mol? und damit den Jackpot.

## Staffelübersicht
| Staffel          | Premiere          | Der Maulwurf            | Gewinner               | Verlierender Finalist                   | Andere Kandidaten (die Reihenfolge der Ausscheidung nach)                                                                        | Gewinnbetrag | Austragungsland             |
| ---------------- | ----------------- | ----------------------- | ---------------------- | --------------------------------------- | --- | ------------ | --------------------------- |
| 1                | 19. November 1999 | Deborah                 | Petra                  | Robin                                   | Sandy, Willy, John, Warner, Foke, Arnoud, Wilmie                                                                                 | 82.500,- ƒ   | Australien                  |
| 2                | 5. Januar 2001    | Nico                    | Sigrid                 | Yvonne                                  | Gerda, Ward, Björn, Nazife, Cor, Dan, Doortje                                                                                    | 70.000,- ƒ   | Schottland                  |
| 3                | 8. Februar 2002   | George                  | John                   | Jantien                                 | Erik, Paméla, Dick, Kerstin, Karen, Prince, Harry, Ellen                                                                         | 42.300,- €   | Portugal                    |
| 4                | 15. März 2003     | Elise                   | Ron                    | Chandrika                               | Louis, Julien, Aafke, Astrid, Patricia, Ferdi, René                                                                              | 35.550,- €   | Kanada                      |
| 5                | 14. Januar 2005   | Yvon Jaspers            | Marc-Marie Huijbregts  | Lottie Hellingman                       | Roeland Fernhout, Yvonne van den Hurk, Victoria Koblenko, Jim de Groot, Gijs Staverman, Sander de Heer, Isabelle Brinkman        | 23.000,- €   | Australien Indonesien       |
| 6                | 10. März 2006     | Milouska Meulens        | Frédérique Huydts      | Roderick Veelo                          | Geert Hoes, Chris Tates, Mary-Lou van Stenis, Liz Snoijink, Richard Groenendijk, Toine van Peperstraten, Peggy Vrijens           | 24.475,- €   | Argentinien                 |
| 7                | 4. Januar 2007    | Inge Ipenburg           | Paul Rabbering         | Renate Verbaan & Eva Van der Gucht      | Sander Lantinga, Liesbeth Kamerling, Menno Bentveld, Alex Klaasen, Dick Jol, Nadja Hüpscher                                      | 17.300,- €   | Thailand                    |
| 8                | 3. Januar 2008    | Dennis Weening          | Edo Brunner            | Regina Romeijn                          | Nicolette Kluijver, Annette van Trigt, Georgina Verbaan, Coen Swijnenberg, Joris Linssen, Dunya Khayame, Patrick Martens         | 20.375,- €   | Mexiko                      |
| 9                | 8. Januar 2009    | Jon van Eerd            | Viviënne van den Assem | Anniek Pheifer                          | Vera Mann, Hans Schiffers, Paula Udondek, Froukje Jansen, Sebastiaan Labrie, Rick Engelkes, Dennis Storm                         | 22.650,- €   | Nordirland Jordanien        |
| 10               | 7. Januar 2010    | Kim Pieters             | Frits Sissing          | Sanne Vogel                             | Loretta Schrijver, Tim Akkerman, Manuel Venderbos, Barbara Barend, Hind Laroussi, Arjen Lubach, Erik van der Hoff                | 21.950,- €   | Japan                       |
| 11               | 6. Januar 2011    | Patrick Stoof           | Art Rooijakkers        | Soundos El Ahmadi                       | Hanna Bervoets, Horace Cohen, Miryanna van Reeden, Jan Kooijman, Pepijn Gunneweg, Anna Drijver, Karin de Groot                   | 19.540,- €   | El Salvador Nicaragua       |
| 12               | 5. Januar 2012    | Anne-Marie Jung         | Hadewych Minis         | Liesbeth Staats                         | Marion Pauw, Dio, Maarten van der Weijden, Marit van Bohemen, Frits Huffnagel, William Spaaij, Tim Kamps                         | 12.601,- €   | Island Spanien              |
| 13               | 3. Januar 2013    | Kees Tol                | Paulien Cornelisse     | Carolien Borgers                        | Ewout Genemans, Joep van Deudekom, Janine Abbring, Tim Haars, Tania Kross, Daniël Boissevain, Zarayda Groenhart                  | 17.120,- €   | Südafrika                   |
| 14               | 2. Januar 2014    | Susan Visser            | Sofie van den Enk      | Freek Bartels                           | Maurice Lede, Owen Schumacher, Daphne Bunskoek, Jennifer Hoffman, Aaf Brandt Corstius, Jan-Willem Roodbeen, Tygo Gernandt        | 16.700,- €   | Hongkong Philippinen        |
| 15               | 1. Januar 2015    | Margriet van der Linden | Rik van de Westelaken  | Marlijn Weerdenburg                     | Pieter Derks, Evelien Bosch, Ajouad El Miloudi, Viktor Brand, Carolina Dijkhuizen, Martine Sandifort, Chris Zegers               | 10.500,- €   | Sri Lanka                   |
| 16               | 2. Januar 2016    | Klaas van Kruistum      | Tim Hofman             | Annemieke Schollaardt                   | Airen Mylène, Remy van Kesteren, Ellie Lust, Marjolein Keuning, Cécile Narinx, Rop Verheijen, Taeke Taekema                      | 13.020,- €   | Dominikanische Republik     |
| 17               | 7. Januar 2017    | Thomas Cammaert         | Sanne Wallis de Vries  | Jochem van Gelder                       | Vincent Vianen, Yvonne Coldeweijer, Roos Schlikker, Sigrid ten Napel, Jeroen Kijk in de Vegte, Imanuelle Grives, Diederik Jekel  | 24.320,- €   | Vereinigte Staaten (Oregon) |
| 18               | 6. Januar 2018    | Jan Versteegh           | Ruben Hein             | Olcay Gulsen                            | Ron Boszhard, Jean-Marc van Tol, Bella Hay, Emilio Guzman, Loes Haverkort, Stine Jensen, Simone Weimans                          | 17.750,- €   | Georgien                    |
| 19               | 5. Januar 2019    | Merel Westrik           | Sarah Chronis          | Niels Littooij                          | Evi Hanssen, Nikkie de Jager, Evelien de Bruijn, Robèrt van Beckhoven, Jamie Trenité, Rick Paul van Mulligen, Sinan Can          | 10.150,- €   | Kolumbien                   |
| 20               | 11. Januar 2020   | Rob Dekay               | Buddy Vedder           | Miljuschka Witzenhausen & Nathan Rutjes | Anita Witzier, Tina de Bruin, Jaike Belfor, Johan Goossens, Claes Iversen, Leonie ter Braak                                      | 13.400,- €   | Volksrepublik China         |
| Renaissance      | 5. September 2020 | Jeroen Kijk in de Vegte | Nikkie de Jager        | Tygo Gernandt                           | Tina de Bruin, Nadja Hüpscher, Horace Cohen, Ellie Lust, Patrick Martens, Ron Boszhard, Peggy Vrijens                            | 12.580,- €   | Italien                     |
| 21               | 2. Januar 2021    | Renée Fokker            | Rocky Hehakaija        | Charlotte Nijs                          | Remco Veldhuis, Erik de Zwart, Florentijn Hofman, Lakshmi Swami Persaud, Joshua Nolet, Marije Knevel, Splinter Chabot            | 9.650,- €    | Tschechien                  |
| 22               | 1. Januar 2022    | Everon Jackson Hooi     | Fresia Cousiño Arias   | Kim-Lian van der Meij                   | Suzanne Klemann, Glen Faria, Welmoed Sijtsma, Arno Kantelberg, Hila Noorzai, Sahil Amar Aïssa, Laetitia Gerards, Thomas van Luyn | 8.065,- €    | Albanien                    |
| 23               | 7. Januar 2023    | Jurre Geluk             | Daniël Verlaan         | Ranomi Kromowidjojo                     | Sarah Janneh, Froukje de Both, Sander de Kramer, Annick Boer, Nabil Aoulad Ayad, Anke de Jong, Soy Kroon                         | 11.650,- €   | Südafrika                   |
| 24               | 6. Januar 2024    | Anna Gimbrère           | Fons Hendriks          | Rosario Mussendijk                      | Jip van den Toorn, Justin Mooijer, Jeroen Spitzenberger, Tooske Ragas, Babs Schutte, Rian Gerritsen, Kees van der Spek           | 8.585,- €    | Mexiko                      |
| Streaming        | 28. Juni 2024     | Nyree                   | Emma                   | Jelmer                                  | Anne-Britt, Tessa, Kars, Ben, Johan, Tiemen, Simone                                                                              | 10.535,- €   | Oman                        |
| 25               | 4. Januar 2025    | Stijn de Vries          | Roos Moggré            | Maaike Martens                          | Teun Luijkx, Gabriel Martina, Ray Klaassens, Bridget Maasland, Sam Hagens, Nora Akachar, Sophie Frankenmolen                     | 8.055,- €    | Kambodscha                  |
| Jubiläumsstaffel | 1. November 2025  |                         |                        |                                         | |              | Portugal                    |
| 26               | 28. Februar 2026  |                         |                        |                                         | |              |                             |

## Moderation
Bis Staffel 5 übernahm Angela Groothuizen die Moderation der Sendung. Ihr Vertrag bei der AVRO wurde jedoch nicht verlängert und so übernahm Karel van de Graaf ihre Rolle. Nach einer Staffel wollte die AVRO ihn als Moderator absetzen, nach einer erfolgreichen Beschwerde durfte er jedoch bleiben und moderierte eine weitere Staffel. Als Van de Graaf nach Staffel 7 bei der AVRO kündigte, wurde er von Pieter Jan Hagens abgelöst. Von Staffel 12 bis 18 war Art Rooijakkers, der selbst Staffel 11 gewonnen hat, für die Moderation zuständig. Der Gewinner der 15. Staffel, Rik van de Westelaken, moderiert die Sendung seit Staffel 19.

## Rezeption

### Einschaltquoten
| Staffel     | Uhrzeit               | Premiere          | Premiere  | Auflösungsfolge  | Auflösungsfolge | Zuschauer durchschnittlich |
| Staffel     | Uhrzeit               | Datum             | Zuschauer | Datum            | Zuschauer       | Zuschauer durchschnittlich |
| ----------- | --------------------- | ----------------- | --------- | ---------------- | --------------- | -------------------------- |
| 1           | Freitag, 20:30 Uhr    | 19. November 1999 | 0.807.000 | 21. Januar 2000  | 0.915.000       | 0.793.000                  |
| 2           | Freitag, 20:30 Uhr    | 5. Januar 2001    | 1.070.000 | 2. März 2001     | 0.960.000       | 1.006.000                  |
| 3           | Freitag, 21:35 Uhr    | 8. Februar 2002   | 0.928.000 | 19. April 2002   | 1.005.000       | 0.909.000                  |
| 4           | Samstag, 21.00        | 15. März 2003     | 1.115.000 | 24. Mai 2003     | 0.626.000       | 0.785.000                  |
| 5           | Freitag, 20:30 Uhr    | 14. Januar 2005   | 1.289.000 | 18. März 2005    | 1.485.000       | 1.450.000                  |
| 6           | Freitag, 20:30 Uhr    | 10. März 2006     | 1.168.000 | 12. Mai 2006     | 1.147.000       | 1.106.000                  |
| 7           | Donnerstag, 20:30 Uhr | 4. Januar 2007    | 1.358.000 | 15. März 2007    | 1.270.000       | 1.188.000                  |
| 8           | Donnerstag, 20:30 Uhr | 3. Januar 2008    | 1.922.000 | 6. März 2008     | 1.563.000       | 1.513.000                  |
| 9           | Donnerstag, 20:30 Uhr | 8. Januar 2009    | 1.597.000 | 12. März 2009    | 1.409.000       | 1.460.000                  |
| 10          | Donnerstag, 20:30 Uhr | 7. Januar 2010    | 2.040.000 | 25. März 2010    | 1.558.000       | 1.673.000                  |
| 11          | Donnerstag, 20:30 Uhr | 6. Januar 2011    | 2.146.000 | 17. März 2011    | 2.031.000       | 1.922.000                  |
| 12          | Donnerstag, 20:30 Uhr | 5. Januar 2012    | 2.136.000 | 8. März 2012     | 2.105.000       | 1.899.000                  |
| 13          | Donnerstag, 20:30 Uhr | 3. Januar 2013    | 2.070.000 | 7. März 2013     | 2.579.000       | 2.132.000                  |
| 14          | Donnerstag, 20:30 Uhr | 2. Januar 2014    | 2.455.000 | 20. März 2014    | 3.148.000       | 2.464.000                  |
| 15          | Donnerstag, 20:30 Uhr | 1. Januar 2015    | 2.486.000 | 5. März 2015     | 3.359.000       | 2.403.700                  |
| 16          | Samstag, 20:30 Uhr    | 2. Januar 2016    | 2.163.000 | 5. März 2016     | 2.982.000       | 2.114.900                  |
| 17          | Samstag, 20:30 Uhr    | 7. Januar 2017    | 2.882.000 | 11. März 2017    | 2.999.000       | 2.540.000                  |
| 18          | Samstag, 20:30 Uhr    | 6. Januar 2018    | 2.669.000 | 10. März 2018    | 3.227.000       | 2.582.300                  |
| 19          | Samstag, 20:30 Uhr    | 5. Januar 2019    | 2.986.000 | 9. März 2019     | 3.500.000       | 2.869.400                  |
| 20          | Samstag, 20:30 Uhr    | 11. Januar 2020   | 3.002.000 | 14. März 2020    | 3.540.000       | 2.591.300                  |
| Renaissance | Samstag, 20:30 Uhr    | 5. September 2020 | 2.665.000 | 24. Oktober 2020 | 3.567.000       | 2.741.750                  |
| 21          | Samstag, 20:30 Uhr    | 2. Januar 2021    | 3.117.000 | 6. März 2021     | 3.348.000       | 3.180.700                  |
| 22          | Samstag, 20:30 Uhr    | 1. Januar 2022    | 3.120.000 | 5. März 2022     | 3.242.000       | 2.894.000                  |

Wie is de Mol? war bereits mehrere Male die zweit meistgesehene Sendung an einem Tag, nach den Abendnachrichten. Die erste Folge von Staffel 11 erreichte zwei Millionen Zuschauer. Die letzte Folge von Staffel 13 war mit mehr als 2,6 Millionen Zuschauern das meistgesehene Programm des Tages. Die meistgesehene Folge aller Zeiten war die letzte Folge der Renaissance-Staffel, die 3,6 Millionen Zuschauer erreichte.

### Auszeichnungen und Nominierungen
Im Jahr 2013 gewann Wie is de Mol? für die 13. Staffel den Goldenen Televizier-Ring. Sie gewann den Ring mit 49 % der Stimmen und gelangte damit über Flikken Maastricht und Divorce. Für diesen Preis war Wie is de Mol? bereits in den Jahren 2001, 2002, 2009, 2010, 2011 und 2012 nominiert. In den Niederlanden erhielt Wie is de Mol? 2001 ein „Gouden Beeld“ für die beste Unterhaltungssendung.